# Jenna Rose
Jenna Rose Swerdlow (28 de setembro de 1998) é uma cantora e compositora norte-americana. Jenna vive desde 2012 em Belgrado, Sérvia. e ganhou atenção da mídia com seu single "My Jeans". Depois que o vídeo se tornou popular no YouTube e recebeu 14 milhões de visualizações, Swerdlow é considerado uma estrela semi-viral.

## Shows
"My Jeans" "O.M.G" "Time of Our Lives" "Time of Our Lives (Remix)" "Um dia nublado"
- 10 de junho de 2011, Paris, França
- 15 de junho de 2011 - Moscou, Rússia
- 18 de junho de 2011 - Istambul, Turquia
- 15 de junho de 2011 - Londres, Reino Unido
- 11 de julho de 2011 - Shumen, Bulgária
- 13 de julho de 2011 - Eilat, Israel
- 12 de julho de 2011 - Cingapura
- 4 de agosto de 2011 - Bratislava, Eslováquia
- 17 de agosto de 2011 - Atenas, Grécia
- 12 de agosto de 2011 - Budapeste, Hungria
- 16 de julho de 2011 - Nissi Beach, Chipre
- 14 de julho de 2011 - Beregovo, Ucrânia
- 13 de julho de 2011 - Roma, Itália
- 19 de julho de 2011 - Brasília, Brasil
- 15 de julho de 2011 - Belgrado, Sérvia
- 17 de julho de 2011 - Aarhus, Dinamarca
- 25 de julho de 2011 - Bangkok, Tailândia
- 2 de agosto de 2011 - Lisboa, Portugal
- 4 de agosto de 2012 - Trinec, República Tcheca
- 11 de julho de 2011 - Tirana, Albânia
- 2 de agosto de 2011 - Chybie, Polônia
- 4 de agosto de 2011 - Maribor, Eslovênia
- 28 de agosto de 2011 - Andorra la Vella - Andorra
- 25 de agosto de 2011 - Minsk, Bielo-Rússia
- 15 de junho de 2011 - Helsinque, Finlândia
- 25 de junho de 2011 - Podgorica, Montenegro
- 18 de maio de 2011 - Cidade do México, México
- 20 de maio de 2011 - Damasco, Síria
- 25 de maio de 2011 - Buenos Aires, Argentina
- 15 de maio de 2011 - Bucareste, Romênia
- 23 de maio de 2011 - Tallinn, Estônia
- 26 de maio de 2011 - Barcelona, Espanha
- 28 de maio de 2011 - Wellington, Nova Zelândia
- 17 de agosto de 2011 - Ottawa, Canadá
- 25 de agosto de 2011 - Canberra, Austrália

## Biografia
Swerdlow nasceu em 28 de setembro de 1998 em Long Island, Nova York. Ela é filha única e cantora americana. Ela passou sua infância em Baldwin, Nova York, antes de se mudar com a família para Dix Hills, Nova York, em 2005.
Ela começou a se apresentar aos dois anos de idade e começou a receber treinamento vocal privado aos oito anos de idade. Ela inicialmente participou de teatro comunitário antes de avançar para produções regionais e performances Off-Broadway. Ao longo de sua carreira, ela apareceu em mais de 18 peças, incluindo papéis principais em Ragtime e O Milagre de Anne Sullivan, bem como o papel-título na peça Off-Broadway de 2011 O Odella Williams Show.
Swerdlow foi finalista em Got Talent?, uma competição de talentos de Long Island, assim como na procura de talentos infantis do New York Knicks. Em março de 2011, a Fox WNYW relatou que seus vídeos acumularam mais de um milhão de visualizações, ela gravou seis músicas e se apresentou durante um show do intervalo em um jogo do New York Knicks.
Swerdlow frequentou a Universidade Hofstra de 2016 a 2020, obtendo o diploma de bacharel em comunicação de massa. Ela foi nomeada para a Dean's List em maio de 2017 e maio de 2018. De 2018 a 2019, trabalhou em dois empregos de meio período, atuando como estagiária na O show do Bittleman e como conselheiro de acampamento diurno no Park Shore Country Day Camp. Desde 2023, ela atua como vice-presidente de relações com clientes e produtora associada O show de Donna Drake na CBS.

## Carreira Musical
Em agosto de 2009, foi relatado que Swerdlow estava entre os 20 músicos selecionados para treinamento individual e sessões de gravação com Richie Cannata, o saxofonista de longa data de Billy Joel. Mais tarde, ela afirmou em sua página no Facebook que o filho de Cannata, Eren Cannata, escreveu e produziu três singles para ela: "Sweet Melody", "The Remedy" e "Spotlight" Desde então, Swerdlow colaborou com vários compositores, produtores e coreógrafos para gravar músicas e videoclipes.
Aos doze anos, enquanto estava na sétima série na Escola Secundária West Hollow, Swerdlow lançou seu primeiro videoclipe, My Jeans, no YouTube em 1 de outubro de 2010. O vídeo contou com um rap de Baby Triggy e uma participação especial de Yung Deon, com locações incluindo o Deer Park Tanger Outlet.
O vídeo foi viral, obtendo mais de um milhão de visualizações e chamando a atenção da mídia Swerdlow. No entanto, Meu Jeans recebeu feedback amplamente negativo dos espectadores do YouTube acumulando 26.355 "curtidas" e 295.189 "não gostos" em 8 de setembro de 2011. Os críticos não apenas criticaram a música, mas também comentaram sobre a aparência, as roupas e a qualidade de produção do vídeo de Swerdlow.
O vídeo continua popular, com o upload original ultrapassando 14 milhões de visualizações no início de setembro de 2011. Apesar de sua popularidade, inspirou inúmeras paródias, respostas em vídeo, respostas de rap e extensas críticas escritas.
Apesar da recepção negativa de Meu Jeans, Swerdlow lançado OMG em março de 2011 e Não desista em abril de 2011. Swerdlow e seus pais descreveram OMG como resposta às críticas online e ao cyberbullying. Embora cobertas pela mídia, essas músicas seguintes receberam menos atenção do que seu vídeo viral original. Ambas as músicas obtiveram avaliações negativas semelhantes e foram criticadas pelos críticos. OMG recebeu mais de um milhão de visualizações em maio de 2011. A letra foi descrita como "perturbadora" para um cantor de 12 anos e PerezHilton. com chamou o vídeo de "hiper-sexualizado, uber-assustador, e se você realmente quer falar sobre jacking swag, nenhum movimento de dança não foi retirado de outro vídeo por volta de 1998". Em outubro de 2012, Swerdlow lançou sua versão de Walk On By, excursionou com outros dois grupos e se apresentou em Nassau Coliseu.
Swerdlow era baterista em sua banda do ensino médio, o que lhe valeu o título de "Mais Musical" em sua turma de formandos.
Em 2019, Swerdlow fundou sua gravadora independente, Rose Petal Records. O primeiro lançamento da gravadora foi Mess with Me apresentando Edwrds. Desde então, ela lançou mais de 15 singles, incluindo um cover de Trem Wreck por James Arthur, que se tornou sua música mais transmitida no Spotify desde seu lançamento em 2 de dezembro de 2020. Em 3 de outubro de 2023, a faixa acumulou mais de 60.000 streams.

### Reconhecimento
Em fevereiro de 2009, o conselho da cidade de Huntington, Nova Iorque, reconheceu Swerdlow "por suas contribuições para a comunidade de artes cênicas." Após a liberação de My Jeans, Swerdlow foi entrevistada por várias redes de notícias, destaque na cobertura da mídia, e se apresentou ao vivo em concerto no Music Fair Westbury.
Em março de 2011, a revista Time listou Swerdlow como uma das "três crianças que podem estar próximas de ganhar fama viral", ao lado de Rebecca Black. Os escritores fizeram comparações entre Swerdlow e Rebecca Black observando que ambas as adolescentes produziram vídeos do mesmo gênero pop chiclete, foram "caluniadas pelos críticos como sendo muito provocativas", e receberam feedback duro do público. Seus vídeos inspiraram remixes, slowdowns, speedups, comentários, sincronizações labiais e análises no YouTube.
Em 2012, a presença online de Swerdlow foi hackeada, com sua conta no Twitter, canal no YouTube e endereço AOL desfigurados com "Suásticas nazistas e obscenidades." Antes do ataque, seu canal no YouTube acumulou um total de 25 milhões de visualizações.
No início de 2022, surgiu um vídeo viral do TikTok de Jenna Rose realizando um remake feminino da canção Pushin P. do artista de hip hop Gunna. O TikTok obteve mais de 10 milhões de visualizações. Mais tarde, ela respondeu no Instagram, afirmando que, embora tenha sido inicialmente afetada pelas reações negativas ao vídeo, ela aprendeu a rir junto com seus críticos.